# Naissance en 1331
Naissance
- 1327
- 1328
- 1329
- 1330
- 1331
- 1332
- 1333
- 1334
- 1335

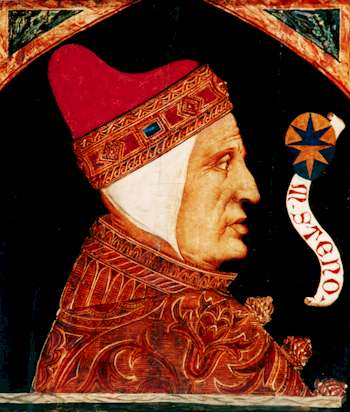
Michele Steno, né en 1331.

Cette page dresse une liste de personnalités nées au cours de l'année 1331  :
- 14 avril : Jeanne-Marie de Maillé, religieuse française, puis bienheureuse.
- 30 avril : Gaston III de Foix-Béarn, dit Gaston Fébus, comte de Foix, vicomte de Béarn, viguier d'Andorre, seigneur féodal de la Gascogne et du Languedoc, mais aussi écrivain.

- Blanche de Navarre, princesse de Navarre et brièvement reine de France.
- Swasawke, roi de Haute-Birmanie.
- Michele Steno, 63e doge de Venise.
- Kujō Tsunenori, régent kampaku.

date incertaine (vers 1331)
- Luca Manzoli, cardinal italien.

## Crédit d'auteurs
- Cet article est partiellement ou en totalité issu de l'article intitulé « 1331 » (voir la liste des auteurs).